# Observatorio Vaticano
El Observatorio Vaticano (en italiano: Specola Vaticana) es una institución de investigación astronómica subordinada al papado y reconocida como uno de los observatorios astronómicos más longevos a nivel mundial. En la actualidad, cuenta con dos sedes operativas: el núcleo principal de investigadores conforma el Grupo de Investigación del Observatorio Vaticano, ubicado en las instalaciones del Observatorio Steward de la Universidad de Arizona en los Estados Unidos, mientras que la sede central se encuentra en el Palacio de Castel Gandolfo, Italia. Esta última comparte edificio con la residencia papal en dicha localidad, proporcionando un entorno propicio para la investigación científica.
Todos sus investigadores son jesuitas que además tienen formación, la mayoría doctorados, en astronomía. Su actual director es el estadounidense Guy Consolmagno.
El observatorio realiza cada dos años una escuela de verano en que estudiantes de astronomía de todo el mundo pasan un mes en Castel Gandolfo estudiando un tema en particular.